# Afroholopogon uranopia
Afroholopogon uranopia là một loài ruồi trong họ Asilidae. Afroholopogon uranopia được Londt miêu tả năm 2005. Loài này phân bố ở vùng nhiệt đới châu Phi.